# Dominic Barto
Dominic Thomas Barto (* 20. Dezember 1930 in Pennsylvania; † 10. April 2019 in San Bernardino) war ein US-amerikanischer Schauspieler.

## Leben
Barto war zunächst Boxer und wurde nicht zuletzt aufgrund seiner markanten, scharfen Gesichtszüge als Gangster in einigen Filmen besetzt. In meist italienischen Filmen erhielt er auch substantiellere Nebenrollen, wobei er dramatische Auftritte mit komödiantischen Parts mischte. Ende der 1970er Jahre kehrte er in sein Heimatland zurück und setzte seine Karriere bis 1995 fort; in der Fernsehserie um Lucky Luke verkörperte er einen der Dalton-Brüder. 

## Filmografie (Auswahl)
- 1970: Die rechte und die linke Hand des Teufels (Lo chiamavano Trinità)
- 1971: Django – Der Tag der Abrechnung (Quel maledetto giorno della resa dei conti)
- 1971: Shaft
- 1972: Der Mann von La Mancha (Man of La Mancha)
- 1972: Verflucht, verdammt und Halleluja (E poi lo chiamarono il magnifico)
- 1973: Sie nannten ihn Plattfuß (Piedone lo sbirro)
- 1973: Superfly TNT
- 1974: Auch die Engel mögen’s heiß (Anche gli angeli tirano di destro)
- 1975: Der Graf von Monte Christo (The Count of Monte-Cristo) (Fernsehfilm)
- 1975: Plattfuß räumt auf (Piedone a Hong Kong)
- 1975: Zwei irre Typen mit ihrem tollen Brummi (Simone e Matteo – Un gioco da ragazzi)
- 1976: Vier Fäuste – Hart wie Diamanten (Il vangelo secondo Simone e Matteo)
- 1977: Ein anderer Mann – eine andere Frau (Un autre homme, une autre chance)
- 1983: Jungle Warriors – Euer Weg führt durch die Hölle
- 1985: Rocky IV – Der Kampf des Jahrhunderts (Rocky IV)
- 1986: Hunter (Fernsehserie, Folge 2x15: Ricks Vergeltung)
- 1990–1992: Lucky Luke (Fernsehserie)
- 1991: Lucky Luke